# 吉奥拉·爱泼斯坦
吉奥拉·爱泼斯坦（希伯來語：גיורא אפשטיין，1938年5月20日—2025年7月19日），以色列空军（IAF）退役上校，1963至1997年间服役。其战斗生涯中共击落17架敌机，其中16架为埃及战机，至今仍保持着以色列空军最高空战王牌纪录。退役后于59岁加入以色列航空任民航飞行员。

## 早期军旅
爱泼斯坦1956年苏伊士危机期间加入以色列国防军（IDF），因心脏问题未能通过飞行学员选拔，遂加入伞兵部队。在国防军跳伞表演队期间，他将姓氏改为Even（希伯来语「石头」）。1959年退役后，于1961年通过严格体检重返军队，凭借超凡视力（据称能在44公里外识别飞机，为普通飞行员三倍距离）在战斗机训练中表现出色，获称「鹰眼」。

## 战绩：1967年至1973年
1967年6月6日的“六日战争”中，爱泼斯坦在阿里什上空击落了一架埃及苏-7战斗轰炸机，取得了首次空战胜利。在1969年至1970年的“消耗战”中，他又击落了一架米格-17、一架苏-7和两架米格-21。1973年的“赎罪日战争”中，从10月18日至20日，他总共击落了1架直升机和8架喷气式飞机，包括1架米-8直升机、2架苏-7、2架苏-20和4架米格-21。10月24日，在大苦湖以西空域，他又击落了3架米格-21。
在他击落的17架敌机中，有8架是用法国制造的幻影III三角翼战斗机击落的，其余9架则是用以色列仿制幻影V的IAI Nesher战斗机击落的。

## 战后生涯
赎罪日战争后，爱泼斯坦荣获以色列最高军事荣誉之一——“杰出服役勋章”。随后，他参与了以色列空军幻影和幼狮战斗机中队向美制F-16战斗机中队的换装训练，直到60岁。从以色列空军退役后，爱泼斯坦成为以色列航空的机长。
爱泼斯坦是历史频道《空战英豪》节目中“沙漠王牌（Desert Aces）”专题的主人公，该节目于2007年8月10日首播。
愛潑斯坦於2025年7月19日去世，享壽87歲。

## 外部連結
- Official Israeli Air Force site listing Epstein's victory details